# Benhar
Benhar (în arabă بن ھار) este o comună din provincia Djelfa, Algeria.
Populația comunei este de 17.207 locuitori (2008).